# Aeroportul Municipal Zephyrhills
Aeroportul Municipal Zephyrhills (IATA: ZPH, ICAO: KZPH, FAA LID: ZPH) este un aeroport din Florida, Statele Unite ale Americii ce deservește zona Zephyrhills⁠(d). A fost numit după zona deservită.
Situat la o altitudine de 27 m, aeroportul dispune de 2 piste.

## Infrastructură

### Piste
Aeroportul dispune de 2 piste. Pista 01/19 are suprafața de asfalt și dimensiunile 4.694 picioare × 100 picioare. Pista 05/23 are suprafața de asfalt și dimensiunile 5.000 picioare × 100 picioare. 